# Перший Сімферопольський Полк імені гетьмана Петра Дорошенка
Перший Сімферопольський Полк імені гетьмана Петра Дорошенка  — створений 24 травня 1917 року Кримським Комітетом Українського Військового Клюбу імени гетьмана Петра Дорошенка. Формувалася з добровольців, переважно офіцерів. Штату становив 5811 солдатів і 36 офіцерів. Серед активних організаторів полку був відомий військовий діяч УНР, полковник Юрій Тютюнник. Отаманом полку став 25-річний поручник Юрій Гордіїв-Хвилинський. У серпні 1917 року полк нараховував до 6 тисяч вояцтва. Зростав за рахунок резервів сімферопольської військової бригади 32, 33 і 34 полків, більшість вояків яких становили українці. Наприкінці грудня 1917 року пробиваючись до Києва, полк загинув у боях під Олександрівськом та Синельниковим (Запорізька область).

## Передумови створення
17 травня 1917 року в Сімферополі зібрання біля 200 делегатів ухвалило утворити Сімферопольську Українську Громаду, обрало раду громади на чолі з професором Клименком та створили комітет Українського Військового Клубу імені гетьмана Петра Дорошенка, який розпочав роботу з формування українського полку. Необхідність формування Першого Сімферопольського полку імені гетьмана Петра Дорошенка в той час було усвідомлено військовим керівництвом УНР. Вже за кілька днів після проголошення УНР в усії куточках України розпочало форсуватись Українське Військо.

## Початок формування
24 травня 1917 року в Сімферополі під час демонстрації українці, керовані Українською Громадою та Військовим Клубом виявили високий рівень свідомості та активності. Відбувся бульше ніж 15000 мітинг з українськими прапорами, символікою та піснями. Окрім сімферопольців на свято прийшли представники Херсонщини і Київщини, що перебували тут на роботі, міст Севастополя, Мелітополя, Феодосії і Алушти. Службу Божу відправив український священник А. Левицький. Хор «Просвіти» виконав національний гімн. Відбувся парад новоствореного війська, який провів отаман полку Гордіїв Хвилинський. Парад війська приймав Юрій Тютюнник. Цей день слід вважати початком заснування української військової формації в Криму.